# Émil Cioran

Émil Michel Cioran (Rasinari, 8. travnja 1911. – Pariz, 20. lipnja 1995.), francuski filozof i pisac rumunjskog porijekla 
Od 1937. godine živio je u Parizu, a na francuskom piše od 1947. godine. Bio je filozof i moralist te jedan od najbriljantnijih suvremenih esejista, ne samo zahvaljući svom snažnom i raskošnom stilu nego i u suštinskoj polemičnosti te lucidnosti svoga duha. 
Proslavio se već prvim knjigama "Kratak pregled raspadanja" i "Silogizmi gorčine". Nastavljač je i ujedno poricatelj Nietzschea, zagovara "volju za nemoć", kontemplativnu dokolicu i spokojstvo korjenite skepse. Bio je anarhist i ateist, a izgrađuje kroz bljeskove izazovnih maksima i pjesničnih aforizama mudrost koja krijepi unatoč pesimizmu
Iako njegova filozofija odiše pesimizmom, a centralno mjesto zauzimaju teme kao što su „otuđenje, apsurd, dosada, uzaludnost, propadanje, tiranija povijesti, vulgarnosti promjene, svijest kao agonija, razum kao bolest“ (William H. Gass), Cioran je znao reći: „Živim samo zato što je u mojoj moći da umrem kad mi se prohtije; bez ideje o samoubojstvu, odavno bih se ubio.“
.